# Albergo alla Corona
L'Albergo alla Corona a Montagnaga (provincia di Trento) è una casa museo, testimonianza di un edificio di fine ottocento progettato appositamente per svolgere funzioni di albergo. Costruito tra il 1883 e il 1886 da Giovanni Maoro di Pergine e viene inaugurato nell'agosto del 1886 da Carlo Tommasini senior e da sua moglie Luigia Froner. L'albergo è stato mantenuto intatto e attivo da tre generazioni di Tommasini fino alla fine del 2002. Nel 2007 viene acquistato dal Comune di Baselga di Piné per destinarlo a museo, gli arredi sono stati invece donati dalla famiglia Tommasini. Dal 2007 è sede del Museo del turismo trentino.